# Güterwagen der Verbandsbauart

Gedeckter Güterwagen des Deutschen Staatsbahnwagenverbandes

Die von 1910 bis etwa 1924 in Deutschland gebauten Güterwagen werden als Güterwagen der Verbandsbauart bezeichnet. Die Bezeichnung der Bauart beruht auf den Bestrebungen nach Vereinheitlichung im Güterwagenbau durch den Deutschen Staatsbahnwagenverband (DWV), dem alle acht damaligen Staatseisenbahnen (Länderbahnen) angehörten. Die Güterwagen der Verbandsbauart wurden nach den Zeichnungen und Vorschriften dieses Verbandes gebaut.

## Entwicklung
Um eine Standardisierung im Güterwagenbau zu erreichen, wurden elf der gängigsten Güterwagenarten neukonstruiert (siehe hier) und in Musterblättern (Bauplänen) von A1 bis A11 dokumentiert. Bei der Konstruktion dieser Wagen orientierte man sich zumeist an den bewährten preußischen Güterwagen. Ausnahmen sind der Drehschemelwagen nach Musterblatt A5, der eine Neukonstruktion war, und der gedeckte großräumige Güterwagen nach Musterblatt A9, welcher aus den preußischen und sächsischen Hohlglaswagen entstand.

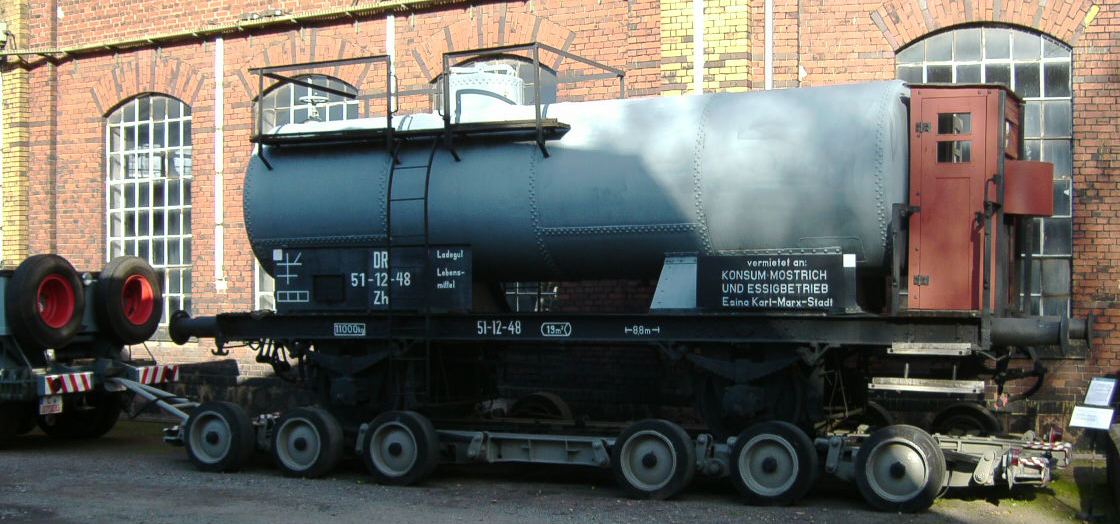
Kesselwagen mit Verbandsuntergestell, hier verladen auf einem Straßenroller

Nach dem Ersten Weltkrieg war der Wagenpark der deutschen Eisenbahnen durch Kriegsschäden stark dezimiert. Viele Wagen mussten im Rahmen von Reparationsleistungen abgegeben werden. Als 1920 der Staatsvertrag zur Gründung der Reichseisenbahnen in Kraft trat und damit die vormaligen Länderbahnen unter Hoheit des Deutschen Reiches gestellt wurden, begann man die Waggonbauarten zu vereinheitlichen. So wurden die nach 1920 gebauten Güterwagen in drei Kategorien eingeteilt:
- Einheitswagen – Güterwagen der Verbandsbauart, die nach 1920 gebaut wurden (auch Einheitsbauart genannt)
- Austauschbauwagen – ab circa 1923; Güterwagen, bei denen einige Einzelteile gegeneinander ausgetauscht werden könnten (spätere Austauschbauart).
- Sonderwagen – Güterwagen, die größtenteils aus den Standardwagen entstanden, aber über eine besondere Ausstattung verfügten oder besondere Eigenschaften hatten (spätere Sonderbauart)

Da die Deutsche Reichsbahn aufgrund der Waffenstillstandsabgaben Anfang der 1920er Jahre unter großem Wagenmangel litt, wurden ab 1921 neue Güterwagen in Einheitsbauart beschafft.
Die Güterwagen der Verbandsbauart wurden in sehr großen Stückzahlen gebaut. Die bedeutendsten waren der gedeckte Güterwagen nach Musterblatt A2 und der offene Wagen nach Musterblatt A10 mit annähernd 150.000 beziehungsweise 200.000 gebauten Exemplaren. Letzterer war inklusive der baugleichen Wagen von ausländischen Eisenbahnunternehmen der am weitesten verbreitete Güterwagen aller Zeiten. Mit Gründung der Deutschen Reichsbahn-Gesellschaft gingen die Güterwagen der Reichseisenbahnen in deren Bestand über.
Eine Weiterentwicklung der Verbandsbauart waren die Austauschbauwagen, bei denen die meisten Teile gegeneinander ausgetauscht werden konnten. Diese Bauweise wurde bereits nach 1920 im Zuge der Normierung vieler Wagenbauteile weiter ausgebaut und führte nach dem Prinzip des Austauschbaus zur Austauschbauart.

## Güterwagen der Verbandsbauart

### A1 – Offener Güterwagen
Die abbordbaren offenen Güterwagen nach Musterblatt A1 basieren auf den preußischen Wagen nach Musterblatt IId3, sie wurden ab 1910 mit und ohne Bremserhaus gebaut. Diese knapp 50.000 zweiachsigen Wagen hatten bei einem Ladevolumen von 18,4 m³ ein Ladegewicht von 15 Tonnen und eine Tragfähigkeit von 17,5 Tonnen. Die hölzernen Wände dieser kippfähigen Wagen waren 1.000 mm hoch, die Türbreite betrug 1.500 mm, die Ladelänge 6.720 mm und die Ladebreite 2.734 mm. Der Achsstand für Wagen mit und ohne Handbremse betrug einheitlich 4.000 mm, bei einer Länge über Puffer von 8.800 mm.
Als Wagen des Staatsbahnwagenverbandes trugen sie das Gattungszeichen „Omk“; bei der Deutschen Reichsbahn gehörten sie zur Wagengattung „O Halle“.

### A2 – Gedeckter Güterwagen

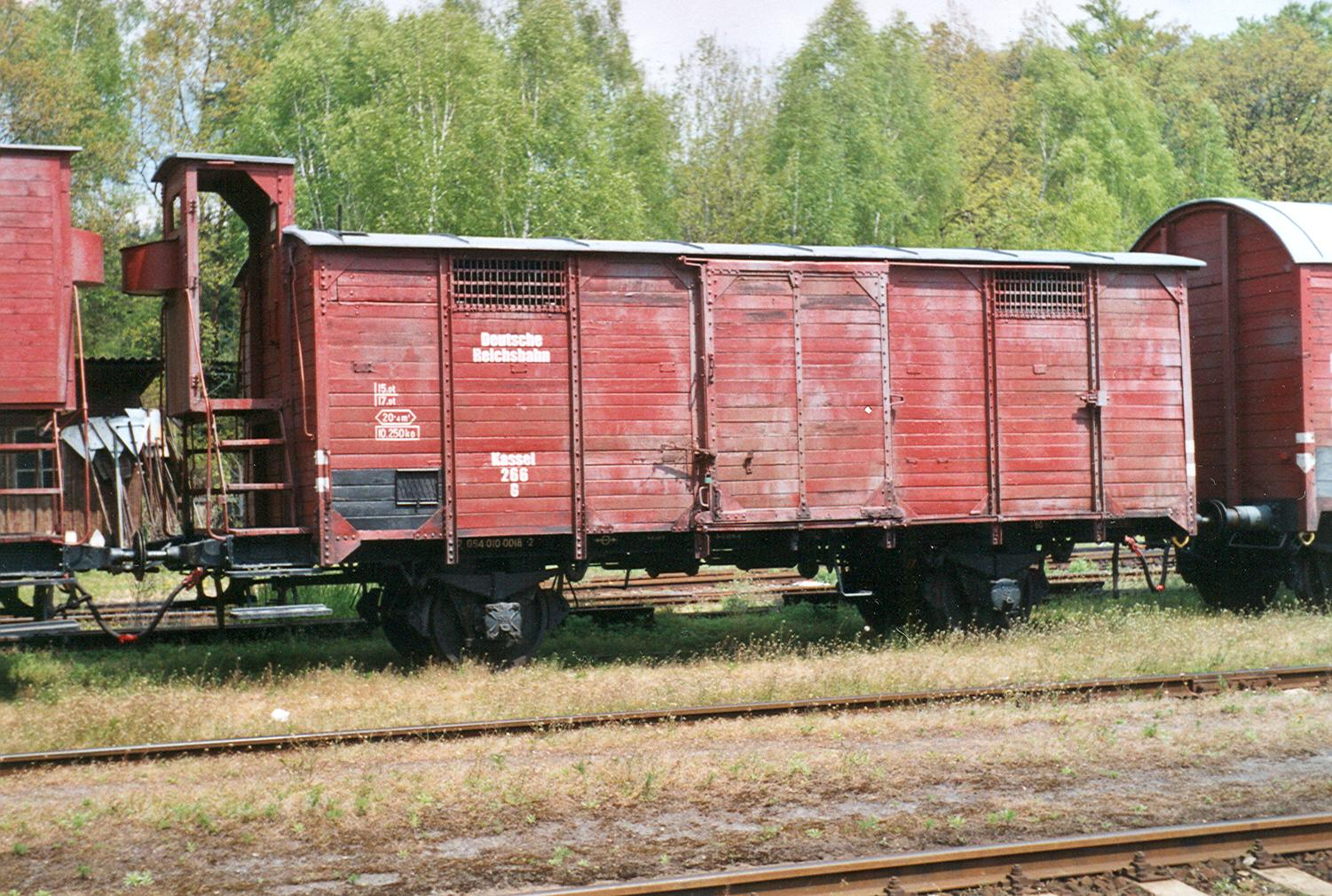
Gedeckter Güterwagen nach Musterblatt A2

Von diesem nach Musterblatt A2 des Staatsbahnwagenverbandes gebauten Güterwagen wurden von 1910 bis 1927 über 120.000 Stück beschafft. Diese Flachdachwagen gab es mit und ohne Handbremse und in zwei Varianten von Lade- und Lüftungsklappe. Zum einen mit je einer Lade- und Lüftungsklappe auf jeder Seite oder zum anderen mit je zwei Lade- und Lüftungsklappen auf jeder Seite. Später wurden zwei der vier Ladeklappen bei den meisten Wagen wieder zurückgebaut, da diese überflüssig waren. Wagen mit zwei Klappen wurden vorrangig für den Transport von Obst und Gemüse eingesetzt. Das neue hochgestellte Bremserhaus erhielt ein Satteldach mit spitzem First; die Handläufe waren nun auch an den Außenseiten des Aufgangs angebracht.
Dieser zweiachsige Wagen hatte bei einem Ladevolumen von 45,7 m³ ein Ladegewicht von 15 Tonnen und eine Tragfähigkeit von 15,75 Tonnen. Sein Achsstand betrug einheitlich 4.500 mm, seine Länge über Puffer lag bei 9.600 mm, er verfügte über Pressblechachshalter und DWV-Radsätze. Der Wagen besaß elflagige und 1.100 mm lange Tragfedern. An einem Teil der Wagen wurde ab Mitte der 1920er Jahre eine Kunze-Knorr-Druckluftbremse für Güterzüge (Kkg) nachgerüstet. Ende der 1930er Jahre wurden die Endfelder durch Diagonalstreben verstärkt, um den Wagenaufbau bei Rangierstößen zu stabilisieren.
Als Wagen des Staatsbahnwagenverbandes trugen sie das Gattungszeichen „Gm“ oder „Nz“. Aufgrund der hohen Stückzahl musste die Deutsche Reichsbahn für diese Wagengattung zwei Gattungsbezirke schaffen, so wurden sie den Gattungsbezirken „Kassel“ und „München“ zugeordnet und erhielten das Hauptgattungszeichen „G“.
Einige dieser Wagen wurden später zu Fakultativwagen umgebaut und mit einer Heizleitung ausgerüstet, die für den Personentransport (Militärverkehr) nötig war. 1938 wurden sie dem Gattungsbezirk Karlsruhe zugeordnet und gehörten zur Wagengattung „Gh Karlsruhe“ (DB:Gh 10; DR:Gh 04). Sie durften aber weder ins Ausland gebracht noch in Grenzübergangsbahnhöfen beladen werden.

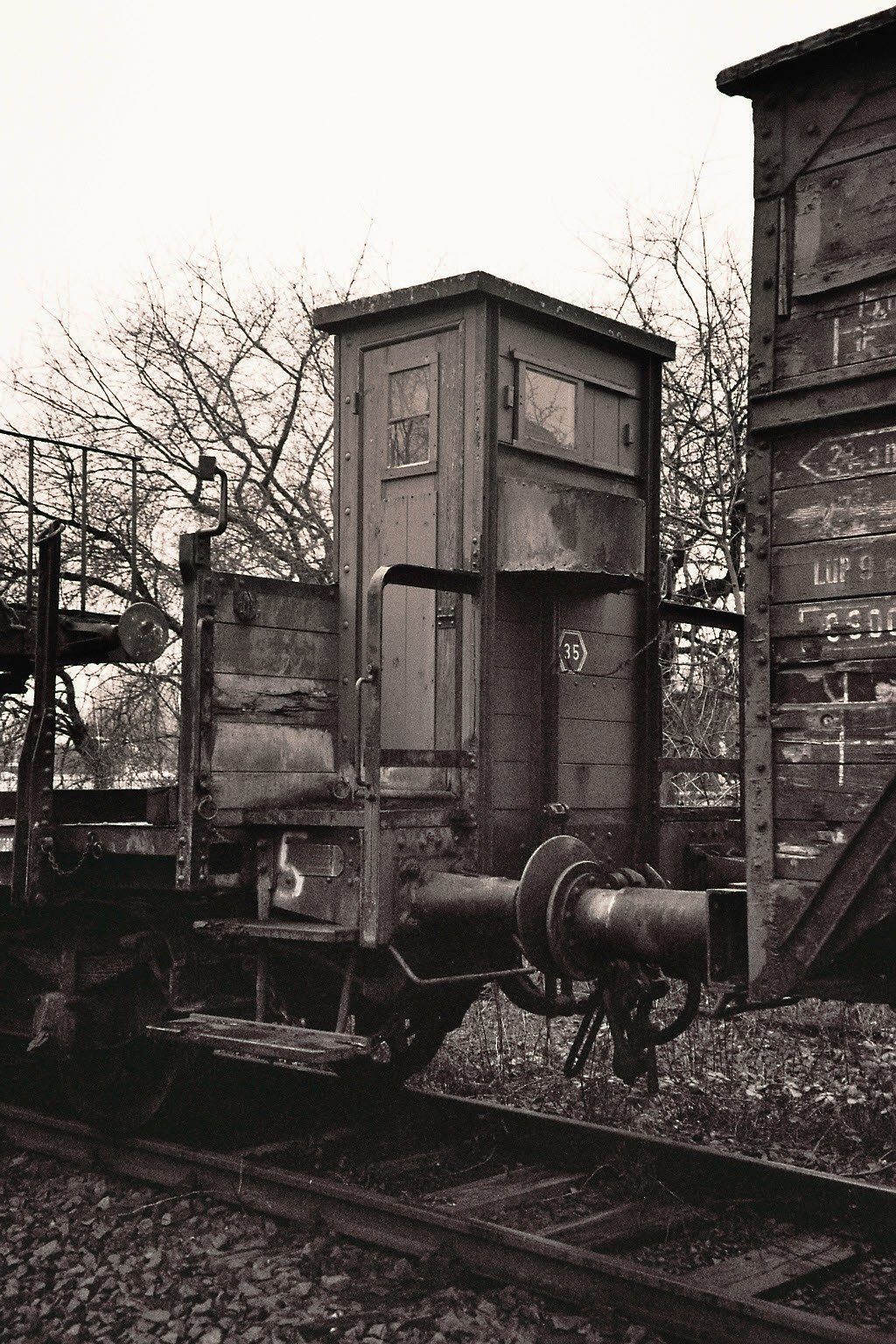
Bremserhaus eines vierachsigen Schienenwagens nach Musterblatt A3

### A3 – Vierachsiger Schienenwagen
Bei der Konstruktion dieser von 1913 bis 1925 in etwa 3.900 Exemplaren gebauten Schienenwagen orientierte man sich an den preußischen Schienenwagen nach Musterblatt IId7. Sie wurden nur mit Bremserhaus gebaut und hatten eine Länge über Puffer von 15.800 mm, eine Ladelänge von 15.060 mm und eine Ladebreite von 2.750 mm. Ihr Eigengewicht lag bei 17,4 Tonnen, ihr Ladegewicht bei 35 Tonnen und ihre Tragfähigkeit bei 36,75 Tonnen.
Sie verfügten anfangs noch über zwei Drehgestelle der Bauart Diamond, später jedoch über zwei Pressblech-Drehgestelle, mit einem Drehzapfenabstand von 10.000 mm. Diese auch als Plattformwagen bezeichneten Güterwagen verfügten über insgesamt 12 Klapprungen aus genieteten Stahlprofilen, ein Sprengwerk sowie eine Kunze-Knorr-Druckluftbremse.
Bei den Länderbahnen wurden sie mit dem Gattungszeichen „SSml“ versehen, bei der Deutschen Reichsbahn wurden sie der Wagengattung „SS Köln“ zugeordnet.

### A4 – Rungenwagen

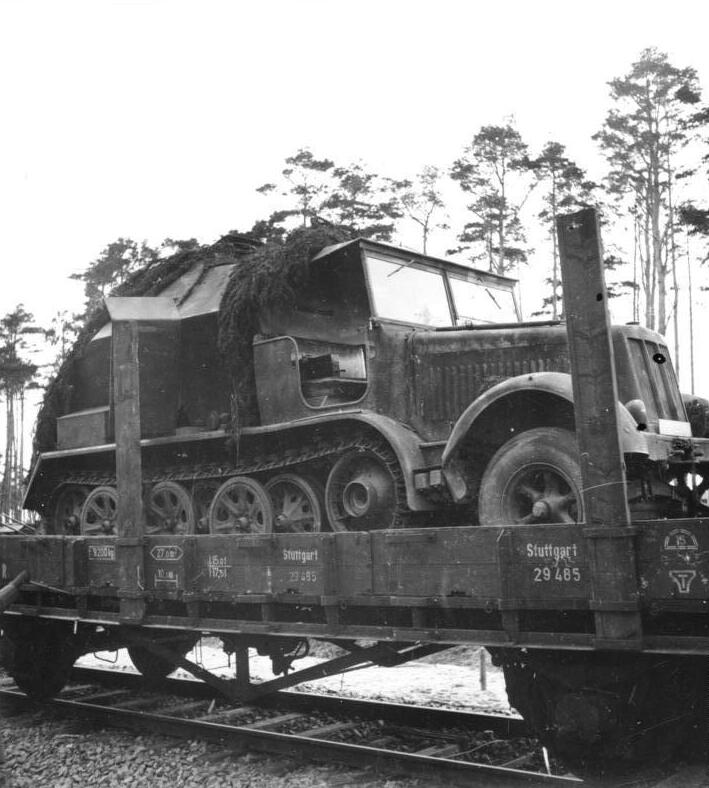
Rungenwagen nach Musterblatt A4

Diese von 1913 bis 1927 nach Musterblatt A4 gebauten Wagen wurden nach dem Vorbild des preußischen Rungenwagen nach Musterblatt IId5 entwickelt. Gebaut wurden ca. 35.000 Wagen mit und ohne Bremserhaus, wobei bei den älteren Serien Wagen mit Bremserhaus nur mit einer Handbremse, Wagen ohne Bremserhaus dagegen mit keiner Bremse ausgerüstet waren.
Erst die späteren Serien, die an die Reichsbahn abgeliefert wurden, erhielten flächendeckend Druckluftbremsen. Ausgerüstet waren sie mit 18 hölzernen Rungen, die nach dem Krieg teilweise gegen Rungen aus Pressblech getauscht wurden.
Das Ladegewicht betrug 15 Tonnen. Die Wagen hatten einen Achsstand von 6.500 mm, eine Ladelänge von 10.120 mm, eine Ladefläche von 27.000 m², eine Länge über Puffer von 12.200 mm mit Handbremse und ein spitzzulaufendes Sprengwerk. Sie wurden bei den Länderbahnen mit dem Gattungszeichen „Rm“ bezeichnet und später bei der Deutschen Reichsbahn der Wagengattung „R Stuttgart“ zugeordnet.

### A5 – Drehschemelwagen
Die Drehschemelwagen nach Musterblatt A5 hatten im Gegensatz zu den Wagen der Länderbahnen einen größeren Achsstand von 4.500 mm und waren eine Neukonstruktion. Diese im Langholztransport eingesetzten Waggons hatten acht Rungen und einen Drehschemelträger, der auf einem im Boden eingelassenen Flachstahlring lief. Alle zwischen 1913 und 1925 gebauten Wagen hatten eine Ladelänge von 8.000 mm, eine Ladebreite von 2.500 mm, ein Ladegewicht von 15 Tonnen und ein spitz zulaufendes Sprengwerk. Die Wagen ohne Handbremse hatten eine Länge über Puffer von 9.300 mm, ihr Eigengewicht lag bei 9,5 Tonnen. Die Wagen mit Handbremse hatten eine Länge über Puffer von 10.030 mm, ihr Eigengewicht betrug daher 10 Tonnen.
Sie wurden bei den Länderbahnen mit dem Gattungszeichen „Hrmz“ bezeichnet und später bei der Deutschen Reichsbahn der Wagengattung „H Regensburg“ zugeordnet. Sie wurden zum Transport u. a. von Baumstämmen, Bauholz und Stahlträgern eingesetzt. Da es später für viele Drehschemelwagen der Verbandsbauart keine Verwendung mehr gab, wurden einige zu Bahndienstwagen umgezeichnet und für den Transport von Gleisjochen eingesetzt. Andere wurden durch Abbau der Drehschemel zu Arbeitswagen und gehörten zur Wagengattung „X Erfurt“.

### A6 – Kohlenwagen

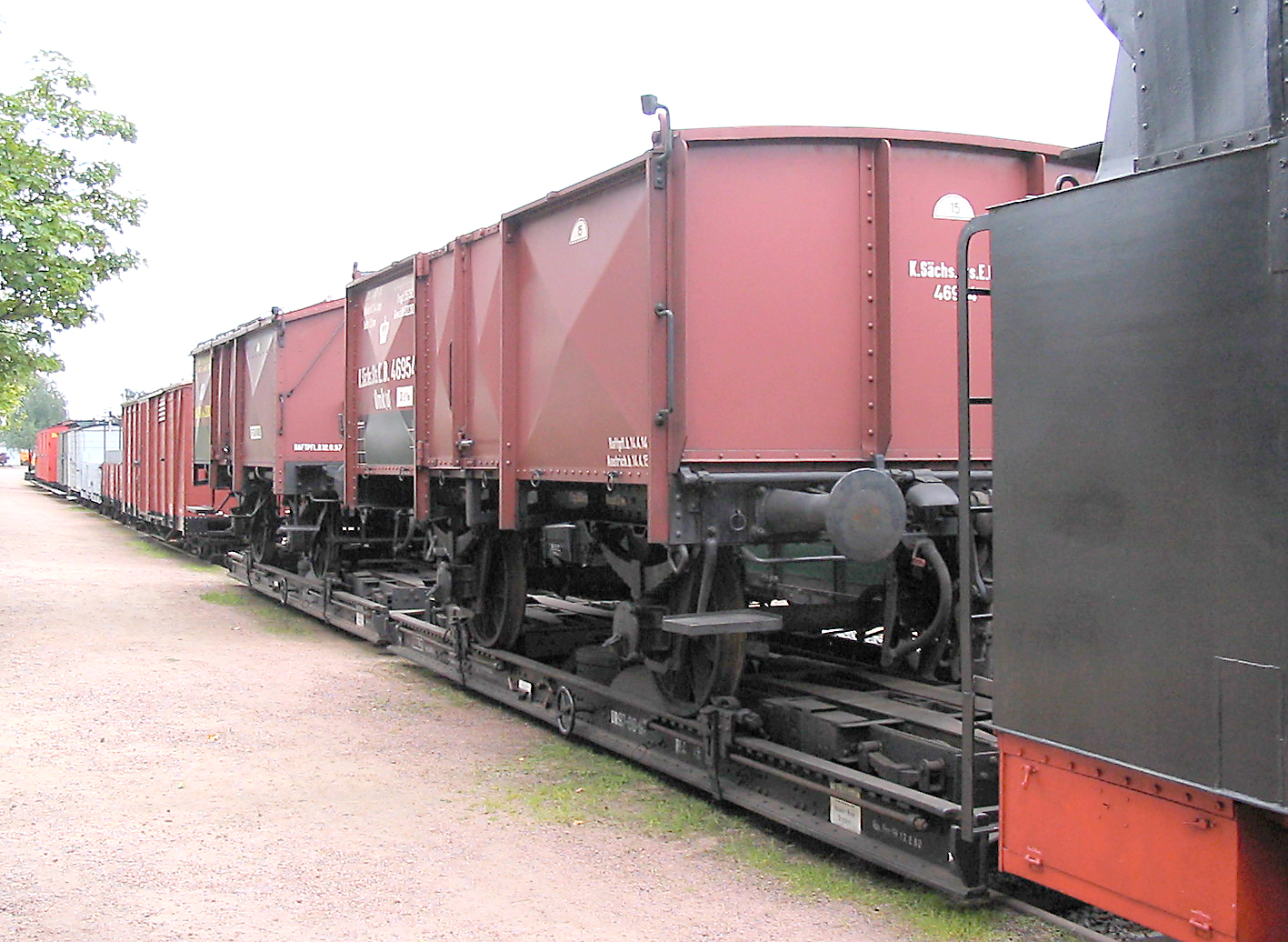
Kohlenwagen nach Musterblatt A6

Die offenen Güterwagen nach Musterblatt A6 beruhen auf der preußischen Musterzeichnungen IId1. Diese ab 1913 gebauten Wagen hatten eiserne Wände und wurden mit und ohne Handbremse gebaut. Die Stirnwände waren drehbar gelagert und somit zum Entladen auf Kippanlagen geeignet. Sie hatten eine Ladelänge von 5.300 mm, eine Ladebreite von 2.812 mm, ein Ladevolumen von 19,4 m³; ihr Ladegewicht lag bei 15 Tonnen.
Die Wagen ohne Handbremse hatten einen Achsstand von 3.000 mm, eine Länge über Puffer von 6.600 mm; ihr Eigengewicht lag bei 7,3 Tonnen. Die offenen Wagen mit Bremserhaus hatten einen Achsstand von 3.300 mm, ihre Länge über Puffer betrug 7.300 mm. Ihr Eigengewicht betrug daher 8,6 Tonnen.
Sie wurden bei den Länderbahnen mit dem Gattungszeichen „Omk[u]“ bezeichnet und später bei der Deutschen Reichsbahn der Wagengattung „O Nürnberg“ zugeordnet, während die preußischen Kohlenwagen nach IId1 bei der DR der Wagengattung „O Schwerin“ zugeordnet wurden. Viele dieser Wagen wurden als Schlacken- und Kohlenwagen ausschließlich für die Versorgung der Bahnbetriebswerke verwendet.

### A7 – Klappdeckelwagen
Die ab 1913 gebauten zweiachsigen Güterwagen für den Transport von nässeempfindlichen Schüttgütern entsprachen weitgehend den Kalkwagen nach Musterblatt IId4. Sie unterschieden sich beispielsweise durch den Wegfall der oberen Türhebel, der Trittstufen und der Wagenkastenstützen an den Langträgern über den Achslagern. Diese Wagen hatten eine Ladelänge von 5.295 mm, eine Ladebreite von 2.812 mm, ein Ladegewicht von 15 Tonnen und ein Ladevolumen von 18,6 m³. Diese geschlossenen Wagen waren so konstruiert, dass die Dachklappen und Seitentüren sehr dicht waren, um das Transportgut gegen Sonne und Regen zu schützen. Die sechs Dachklappen waren mittig an dem durchgehenden Dachfirst des Satteldachs befestigt, was das Beladen vereinfachte.
Die Wagen ohne Handbremse hatten eine Länge über Puffer von 6.600 mm und bis 1917 einen Achsstand von 3.000 mm sowie ein Eigengewicht von 9,5 Tonnen. Die Wagen mit Handbremse verfügten über ein geschlossenes Bremserhaus, eine Kunze-Knorr-Bremse, hatten eine Länge über Puffer von 7.300 mm, ihr Eigengewicht lag bei 10,3 Tonnen und bis 1917 betrug ihr Achsstand 3.300 mm. Ab 1918 wurde der Achsstand für beide Wagenarten auf 3.500 mm festgelegt.

### A8 – Verschlagwagen
Die etwa 2.000 Verschlagwagen der Verbandsbauart wurden von etwa 1913 bis 1927 gebaut und entsprachen weitgehend dem nach Musterblatt A2 gebauten gedeckten Güterwagen. So wurden von den Königlich Sächsischen Staatsbahnen bereits 1913 Kleinviehwagen nach Musterblatt A8 bezogen, deren Laderaum durch einen weiteren Boden zwei Ladeflächen bot. Diese Wagen mit hochgesetztem Bremserhaus, erhielten einheitlich das Gattungszeichen Vemgz. Bei der DR wurde sie der Wagengattung „V Altona“ zugeordnet, wobei die Verschlagwagen mit vier Böden (Gänsewagen) mit dem Nebengattungszeichen „g“ versehen wurden.
Sie hatten einen Achsstand von 4.000 mm, eine Länge über Puffer von 8.550 mm, eine Ladefläche von zweimal 18,2 m², ein Ladegewicht von 15 Tonnen und eine Tragfähigkeit von 15,75 Tonnen.
Die von den preußischen Staatsbahnen bezogenen Kleinviehwagen nach Musterblatt A8 verfügten über keine Handbremse, wurden aber mit einer Druckluftbremsleitung (Nebenzeichen n) für den Einsatz in Personenzügen ausgerüstet. Sie erhielten das Gattungszeichen Venmz, bei der DR wurde sie auch der Wagengattung „V Altona“ zugeordnet. Diese Wagen hatten eine Länge über Puffer von 8.250 mm, ein Ladegewicht von 15 Tonnen und eine Tragfähigkeit von 15,75 Tonnen. Ihr Achsstand betrug ebenfalls 4.000 mm. Sie verfügten über zehnlagige und 1.100 mm lange Tragfedern.
Die Wagenkästen dieser Güterwagen waren wie ein Holzverschlag aufgebaut und mit zusätzlichen Ladeklappen und Fütterungsöffnungen versehen. Ende der 1930er Jahre wurden diese Flachdach-Güterwagen mit geschweißten Endfeldverstärkungen an den Seitenwänden versehen. Mit der Eingemeindung von Altona nach Hamburg änderte sich auch ab 1937 der Gattungsbezirk der Verschlagwagen von „V Altona“ nach „V Hamburg“.

### A9 – Gedeckter großräumiger Güterwagen
Diese Güterwagen wurden für den Transport von nässeempfindlichen, leichten, großvolumigen oder auch sehr langen Gütern mit geringem Gewicht verwendet, wie beispielsweise Möbel, Autoteile, Holzdekoration oder Glasbehälter, die aufgrund ihres Volumens nicht in anderen Güterwagen transportiert werden konnten. Aufgrund des Ladegewichts von nur 15 Tonnen wurde das Gesamtvolumen dieser Wagen aber fast nie völlig ausgenutzt.
Genau wie schon die großräumigen gedeckten Güterwagen nach Länderbauart wurden die A9 auch als „Hohlglaswagen“ bezeichnet. Diese Bezeichnung kommt daher, dass die preußischen und sächsischen Staatseisenbahnen speziell für den Transport von Hohlglas (Glasbehältern) großräumige gedeckte Güterwagen bauen ließen.
Vorbild für die etwa 6.000 zwischen 1914 und 1928 gebauten Verbandswagen waren die sächsischen und preußischen Länderbahnwagen. Im Gegensatz zum hochliegenden Bremserhaus des Wagens nach Musterblatt A2 war das Bremserhaus auf den Rahmen aufgesetzt. Diese Güterwagen wurden mit und ohne Bremserhaus beschafft. Die Wagen ohne Bremserhaus waren 12.100 mm lang, die Wagen mit Bremserhaus 12.800 mm, beide hatten einen Achsstand von 7.000 mm, und das Ladegewicht betrug 15 Tonnen.
Die Reichsbahn reihte diese Wagen in den Gattungsbezirk Dresden ein, mit dem Gattungszeichen Gl. Genau wie bei den gedeckten Wagen nach Musterblatt A2 wurden die Endfelder ab den späten 30er Jahren durch Diagonalstreben verstärkt.

### A10 – Offener Güterwagen
Diese im Jahre 1909 neuentwickelten und von 1913 bis 1928 gebauten Güterwagen waren mit über 200.000 gebauten Wagen die weltweit mit Abstand meistgebaute Güterwagenbauart überhaupt. Die nach Musterblatt A10 gebauten Güterwagen, auch als „offene Kokswagen“ bezeichnet, wurden für den Transport von nahezu allen nicht nässeempfindlichen Gütern, insbesondere aber für Schüttgüter wie Kohle, Sand oder landwirtschaftliche Güter eingesetzt.
Von der Deutschen Reichsbahn wurden sie in die Gattungsbezirke Essen und Breslau eingereiht, da eine Wagennummernreihe nicht ausreichte. Sie trugen als Länderbahnwagen das Gattungszeichen „Ommk[u]“ und bei der Deutschen Reichsbahn das Gattungszeichen „Om“. Bei der DB trugen die Verbandswagen bis 1964 das Gruppenzeichen Om und die Bauartnummer 12.
Der Wagenkasten bestand aus senkrechten Stahlprofilen, die mit Holz beplankt waren, sowie einem Obergurt aus Stahl. Verstärkt wurde der Wagenaufbau durch diagonale Zugbänder, die jeweils von den oberen Wagenenden zu der Tür nach unten führten. In der Wagenmitte war eine zweiflügelige Tür aus Pressblech angebracht. Die Wände waren 1.550 mm hoch. Gebaut wurden diese Wagen mit und ohne Bremserhaus, wobei das Bremserhaus auf dem Rahmen auflag. Die Stirnwände waren klappbar, so dass sie durch Kippen entladen werden können.
Diese Wagen wurden für ein Ladegewicht von 20 Tonnen konstruiert, hatten eine Tragfähigkeit von 21 Tonnen, die Länge über Puffer betrug bei Wagen mit Bremserhaus 9.800 mm, ohne Bremserhaus hingegen 9.100 mm. Ihr Achsstand betrug einheitlich 4.500 mm und ihr Ladevolumen lag bei 33 m³.

### A11 – Zweiachsiger Schienenwagen
Vorbild für diesen ab 1911 bis etwa 1922 in knapp 3.000 Exemplaren gebauten Güterwagen nach Musterblatt A11 war der preußische Länderbahnwagen nach Zeichnung Ce143. Auch wenn der Name anderes vermuten lässt, wurden die Schienenwagen in der Regel nicht für den Transport von Schienen genutzt, da diese bereits Ende des 19. Jahrhunderts für diese Wagenart schlichtweg zu lang waren. Transportiert wurde alles, wofür ein Rungenwagen zu kurz war, also zum Beispiel: Lagerfässer, landwirtschaftliche Maschinen, Kraftwagen und Kraftwagenuntergestelle zur Ausfuhr, Wolle, Baumwolle und Korkrinde von den Seehafenbahnhöfen.
Diese Wagengattung wurde nur ohne Bremserhaus gebaut und hatte eine Länge über Puffer von 14.400 mm bei einem Achsstand von 8.000 mm. Die Wagen verfügten über 400 mm hohe Stirnwände, 12 steckbaren Stahlrungen und auf dem Boden in Wagenquerrichtung angebrachte Ladeschwellen. Verstärkt wurde der Waggon durch ein Sprengwerk aus Rundeisen, wodurch ein Ladegewicht 15 Tonnen und eine Tragfähigkeit von 17,5 Tonnen ermöglicht wurde. Ihre Ladelänge betrug 13.300 mm und ihre Ladebreite lag bei 2.750 mm.
Als Wagen des Staatsbahnwagenverbandes trugen sie das Gattungszeichen „Sml“ und bei der Deutschen Reichsbahn gehörten sie mit dem Gattungszeichen „S“ zum Gattungsbezirk Augsburg. Viele Wagen erhielten bei der Deutschen Bundesbahn ein geschweißtes Sprengwerk aus Stahlprofilen, dies ermöglichte ein Ladegewicht von 20 Tonnen (Sm 14).

### Übersichtstabelle
Die nachfolgende Tabelle gibt einen Überblick über einige Wagengattungen der Verbandsbauart, es werden nicht alle Wagenarten mit möglichen Nebenzeichen aufgeführt, da die Tabelle ansonsten zu lang oder unverständlich werden würde.
Die Spalte „DWV“ gibt das Gattungszeichen der Güterwagen des Deutschen Staatsbahnwagenverbandes von 1909 bis 1921 wieder.
Die Spalte „DRG“ gibt das Gattungszeichen und den Gattungsbezirk der Deutschen Reichsbahn von 1924 bis 1945 wieder.
Die Spalte „DB“ gibt das Gattungszeichen und die Bauartnummer der Deutschen Bundesbahn die ab 1951 gültig waren wieder.
Die Spalte „DR“ gibt das Gattungszeichen und die Gattungsnummer der Deutschen Reichsbahn wieder, die ab 1951 angeschrieben wurden.
| Standardgüterwagen der Verbandsbauart | Standardgüterwagen der Verbandsbauart             | Standardgüterwagen der Verbandsbauart | Standardgüterwagen der Verbandsbauart | Standardgüterwagen der Verbandsbauart | Standardgüterwagen der Verbandsbauart | Standardgüterwagen der Verbandsbauart | Standardgüterwagen der Verbandsbauart |
| Musterblatt                           | Güterwagenart                                     | Baujahr                               | Ladegewicht                           | DWV                                   | DRG                                   | DB                                    | DR                                    |
| ------------------------------------- | ------------------------------------------------- | ------------------------------------- | ------------------------------------- | ------------------------------------- | ------------------------------------- | ------------------------------------- | ------------------------------------- |
| A1                                    | Offener Güterwagen (Kohlenwagen)                  | 1911                                  | 15 t                                  | Omk                                   | O Halle                               | O 10                                  | O 29                                  |
| A2                                    | Gedeckte Güterwagen                               | 1910                                  | 15 t                                  | Gm od. Nm                             | G Kassel G München                    | G 10                                  | G 04 G 05                             |
| A3                                    | Vierachsiger Schienenwagen                        | 1913                                  | 35 t                                  | SSml                                  | SS Köln                               | SS 15                                 | SS 65                                 |
| A4                                    | Rungenwagen (Großräumige offene Wagen)            | 1913                                  | 15 t                                  | Rm                                    | R Stuttgart                           | R 10                                  | R 61                                  |
| A5                                    | Drehschemelwagen (Holzwagen)                      | 1913                                  | 15 t ab 1913:18 t                     | Hrmz                                  | H Regensburg (X Erfurt)               | H 10 (X 05)                           | H 68                                  |
| A6                                    | Offener Güterwagen (Kohlenwagen)                  | 1913                                  | 15 t                                  | Omk[u]                                | O Nürnberg                            | O 11                                  | O 31                                  |
| A7                                    | Klappdeckelwagen (Kalkwagen)                      | 1913                                  | 15 t                                  | km                                    | K Elberfeld ab 1930: K Wuppertal      | K 15                                  | K 21                                  |
| A8                                    | Verschlagwagen (Kleinviehwagen)                   | 1913                                  | 15 t                                  | Vemgz Venmz                           | V Altona ab 1937: V Hamburg           | V 14                                  | V 23                                  |
| A9                                    | Gedeckter großräumiger Güterwagen (Hohlglaswagen) | 1914                                  | 15 t                                  | Gml                                   | Gl Dresden                            | Gl 11                                 | Gl 12                                 |
| A10                                   | Offener Güterwagen (Kokswagen)                    | 1913                                  | 20 t                                  | Ommk[u]                               | Om Breslau Om Essen                   | Om 12                                 | Om 37 Om 36                           |
| A11                                   | Zweiachsiger Schienenwagen                        | 1911                                  | 15 t                                  | Sml                                   | S Augsburg                            | S 14                                  | S 64                                  |

## Bauarten-Übersicht
Siehe hierzu: Güterwagen-Bauarten-Übersicht bis 1945

## Bezeichnung und Anstrich
Fast alle Güterwagen wurden auf Anordnung des Reichsverkehrsministerium (RVM) ab circa 1922 mit dem neuen Eigentümerschriftzug „Deutsche Reichsbahn“ versehen, weiter mit dem Namen eines „Gattungsbezirks“, einer „Wagennummer“ und einem „Gattungszeichen“. Die Aufbauten wurden in rotbrauner Farbe (Farbnummer 11a,29) gestrichen, die Wagendächer in hellgrau (Farbnummer 47) und die Wagenrahmen in schwarzer Farbe (Farbnummer 14,24,33) gestrichen.
1927 erfolgte die Umstellung von den Einheitsfarben der Deutschen Reichsbahn auf das RAL-Farbsystem 840-B, siehe hierzu auch „Bezeichnung und Anstrich“.
Ab 1942 trugen die meisten Wagen nur noch den Schriftzug „DR“, den Namen des Gattungsbezirks, eine Wagennummer und ein Gattungszeichen.
Einheitsfarben → RAL-Farbnummer (840-B)
| - Einheitsfarbe 11a → RAL 13 rotbraun - Einheitsfarbe 18 → RAL - perlgrau - Einheitsfarbe 19 → RAL 2 hellgrau - Einheitsfarbe 24a → RAL 1 weiß | - Einheitsfarbe 24b → RAL 6 rot - Einheitsfarbe 24c → RAL 24 gelb - Einheitsfarbe 24d → RAL 5 schwarz - Einheitsfarbe 33 → RAL - perlgrau | - Einheitsfarbe 35 → RAL 5 schwarz - Einheitsfarbe 39 → RAL 1 weiß - Einheitsfarbe 41 → RAL - gelb - Einheitsfarbe 47 → RAL 2 hellgrau |  |

### Gattungsbezirke der Deutschen Reichsbahn
Nachdem die Länderbahnen 1920 unter die Hoheit des Deutschen Reiches gestellt wurden, begann 1921 die Reichseisenbahnverwaltung, alle Güterwagengattungen mit gleichen oder ähnlichen Verwendungsmöglichkeiten in „Gattungsbezirke“ zusammenzufassen. Die Gattungen erhielten Namen deutscher Städte, meist Städte mit Sitz einer Reichsbahndirektion. Diese Art der Zusammenfassung von Güterwagen wurde bereits 1912 bei der Umzeichnung der bayerischen Güterwagen angewendet. Mit der Umzeichnung der Güterwagen wurde 1922 begonnen. Sie dauerte bis circa 1924. Es wurden nicht nur die Güterwagen der Verbandsbauart, sondern alle Güterwagen, die zum Wagenpark der Deutschen Reichsbahn gehörten, mit einem Gattungsnamen versehen.
(L = Länderbahnbauart; V = Verbandsbauart; A = Austauschbauart; G = geschweißte Bauart)
| Gattungsbezirke der Deutschen Reichsbahn ab 1921 | Gattungsbezirke der Deutschen Reichsbahn ab 1921 | Gattungsbezirke der Deutschen Reichsbahn ab 1921 | Gattungsbezirke der Deutschen Reichsbahn ab 1921 | Gattungsbezirke der Deutschen Reichsbahn ab 1921 |
| Gattungsbezirke                                  | Gattungszeichen                                  | Wagenart                                         | Bauart                                           | Zeitraum                                         |
| ------------------------------------------------ | ------------------------------------------------ | ------------------------------------------------ | ------------------------------------------------ | ------------------------------------------------ |
| Altona, später Hamburg                           | V                                                | Verschlagwagen                                   | L, V, A, G                                       | 1922–1937                                        |
| Augsburg                                         | S                                                | zwei- und dreiachsige Schienenwagen              | L, V, A, G                                       | 1922–1945                                        |
| Berlin                                           | Gk                                               | Kühlwagen                                        | L, V, A, G                                       | 1922–1945                                        |
| Breslau                                          | Om                                               | offene Güterwagen                                | L, V, A, G                                       | 1922–1945                                        |
| Dresden                                          | G und GG                                         | gedeckte großräumige Wagen                       | L, V, A, G                                       | 1922–1945                                        |
| Elberfeld, später Wuppertal                      | K                                                | Klappdeckelwagen                                 | L, V, A                                          | 1922–1930                                        |
| Erfurt                                           | X                                                | offene Arbeitswagen                              | L, V, A, G                                       | 1922–1945                                        |
| Essen                                            | Om                                               | offene Wagen                                     | V, G                                             | 1922–1945                                        |
| Kassel (Cassel)                                  | G                                                | gedeckte Wagen                                   | V, A                                             | 1922–1945                                        |
| Köln                                             | SS                                               | vier- und mehrachsige Schienenwagen (Flachwagen) | L, V, A, G                                       | 1922–1945                                        |
| München                                          | G                                                | gedeckte Wagen                                   | Verbandsbauart                                   | 1922–1945                                        |
| Nürnberg                                         | O                                                | offene Wagen                                     | Verbandsbauart                                   | 1922–1945                                        |
| Regensburg                                       | H                                                | Drehschemelwagen                                 | L, V, A                                          | 1922–1945                                        |
| Stuttgart                                        | R                                                | Rungenwagen                                      | L, V, A, G                                       | 1922–1945                                        |

Siehe hierzu auch:
- Zusätzliche Gattungsbezirke ab 1926
- Zusätzliche Gattungsbezirke ab 1935
- Zusätzliche Gattungsbezirke ab 1942